# Association sportive saint-pierraise
Pour les articles homonymes, voir ASSP.
L’Association Sportive Saint-Pierraise (ASSP) est le plus vieux club de football basé à Saint-Pierre (Saint-Pierre-et-Miquelon). Cette  association a été créée le 11 août 1903. Elle joue ses matchs à domicile au stade Léonce-Claireaux (en) et les couleurs officielles du club sont le vert et le blanc.
Il fut le premier club de l'archipel à participer à la Coupe de France. Entré au troisième tour de l'édition 2018-2019, il fut opposé à Longvic en Côte-d'Or  au Longvic ALC, club de Régionale 2 de la ligue de Bourgogne Franche-Comté, match perdu 2 buts à 1.

## Palmarès

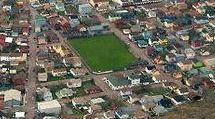
Stade Léonce Claireaux à Saint-Pierre.

- Stade Léonce Claireaux à Saint-Pierre.Vainqueur de la Coupe du territoire (1964-1975)[4] : 1972
- Vainqueur de la Coupe de l'Archipel (1983-2020) : 1990, 1999, 2001, 2007, 2015, 2016, 2019, 2020
- Champion de Saint-Pierre-et-Miquelon (1983-2020)[4] : 1987, 1993, 1994, 1995, 1997, 1998, 2000, 2001, 2007, 2015, 2016, 2019